# 中原翔子
中原 翔子（なかはら しょうこ、1970年7月9日 - ）は日本の女優。熊本県出身。明治大学卒業。TOP ON AGENTに所属。血液型はB型。

## 来歴
モデルを経て女優デビュー。ヌード・濡れ場系の女優として映画・オリジナルビデオにて活躍する。女優業の一方で、日本映画・ビデオ作品の論評コラムの執筆を行っている一方、代々木忠監督の著書「つながる / セックスが愛に変わるために」を基にした映画『愛∞コンタクト』を早川ナオミ名義でプロデュースした。

## 出演

### 映画
- シークレットワルツ（1996年、ポニーキャニオン）
- OL忠臣蔵（1997年、松竹）
- JOKER 厄/病/神（1998年、ギャガ）
- 大怪獣東京に現わる（1998年、松竹）
- サソリ 女囚701号（1998年、マクザム）
- 双生児 GEMINI（1999年、東宝）
- SHINJUKU LOFT bootleg 1999（1999年、マクザム）
- ビジターQ（2001年、シネロケット） - 村田麻子
- 実録!×イチ刑事（2003年、バイオタイド） - 主演
- 修羅場のごとく（2003年、バイオタイド）
- 秘密の花園（2004年、ケイエスエス）
- 愛の葛藤（2004年、バイオタイド）
- 留守番ビデオ 新版（2004年、コムテッグ）
- TOKYO NOIR BIRTHDAY（2004年、ケイエスエス）
- 日野日出志 ザ・ホラー 怪奇劇場 地獄小僧（2004年、パル企画）
- ホラー番長シリーズ ソドムの市（2004年、高橋洋監督、ユーロスペース） - マチルダ
- オトコタチノ狂（2005年、Ishii-Gumi）
- 東京トライポッド －祈り－（2005年、東京SPIKE）
- 楳図かずお恐怖劇場 まだらの少女（2005年、松竹）
- 闇の映画祭 悪霊（2005年、竹書房）
- ホカベン（2005年、バイオタイド）
- まいっちんぐマチコ!ビギンズ（2005年、キングレコード）
- 転がれ!たま子（2006年、シネカノン）
- 重松清原作「愛妻日記」より 童心（2006年、松竹） - 主演・陽子
- パッチギ! LOVE&PEACE（2007年）
- 狂気の海（2007年、映画美学校） - 主演・首相夫人
- 東京残酷警察（2008年、メディアブラスターズ）
- ロボゲイシャ（2009年）
- コラボ・モンスターズ!!（2011年、映画美学校）
- ゴメンナサイ（2011年）
- リアル鬼ごっこ3（2012年）
- 恋愛漫画はややこしい（2012年）
- 非金属の夜（2012年）
- 桃まつり presents なみだ/MAGMA（2013年、渡辺あい監督） - 遥子
- VHSテープを巻き戻せ!（2013年）
- デリバリー（2018年） - 殺し屋
- 翔んで埼玉（2019年、2023年、東映） - 千葉解放戦線員 浜野あわび
  - 翔んで埼玉（2019年2月22日）
  - 翔んで埼玉 〜琵琶湖より愛をこめて〜（2023年8月11日）[1][2]

#### 刑事まつり
- 刑事まつり（2003年、コムテッグ）
  - 「だじゃれ刑事」
- 帰ってきた刑事まつり（2003年、コムテッグ）
  - 「絶好調刑事」
  - 「背徳美汁刑事」 - 主演
  - 「ぱいぱん刑事」
  - 「実録 DV刑事」 - 主演
- 新 刑事まつり〜一発大逆転〜（2003年、コムテッグ）
  - 「軍団刑事っ!」
  - 「窯岡刑事」
- 情無用の刑事まつり（2005年、コムテッグ）
  - 「デカドローム」
- 新人刑事まつり2（2007年、コムテッグ）
  - 「刑事のいけにえ」 - 主演

### テレビドラマ
- 肥後のカミナリ 北里柴三郎（1994年、テレビ熊本）
- 4人のサンタクロース（1995年、フジテレビ）
- 上品ドライバー8（1996年、フジテレビ）
- 世にも奇妙な物語'96秋の特別編「すみません、握手して下さい」（1996年、フジテレビ）
- 英二ふたたび（1997年、フジテレビ）
- 真・女神転生 デビルサマナー 第1・2・3話（1997年、テレビ東京）
- 浅草キッドの「浅草キッド」（2002年、スカイパーフェクTV!）
- 旬が好き! 第27話「オタマの秋」（2002年、フジテレビ）
- 音時間 第1話〜（2003年、テレビ東京）
- 68FILMS 美少年Hi! 第7話「ソワレの心臓」（2003年、BS-i＋BSフジ）
- 怪談新耳袋（BS-i）
  - 第2シリーズ第6話「庭」（2003年） - 主演・かおり
  - 第4シリーズ 第7話「帰ってきた」（2005年）
  - 第5シリーズ 第3話「一家の離散と逃避行! 愛する男に追われる泥棒娘続く」（2006年）
- 山村美紗シリーズ 赤い霊柩車18 危険な落とし穴（2003年、フジテレビ）
- 監察医・篠宮葉月 死体は語る4　「実業家転落死で見落とされた食道の傷！松本〜穂高 疑われた元刑事の娘」（2004年、テレビ東京）
- 怪奇大家族 第八怪「実録!仁義の冥土」（2004年、テレビ東京）
- ケータイ刑事シリーズ（BS-i）
  - ケータイ刑事 銭形零セカンドシリーズ 第5話「刑事まつり殺人事件」（2005年）
  - ケータイ刑事 銭形雷ファーストシリーズ 第20話「売れないマジシャン殺人事件」（2006年、BS-i）
- スパイ道（BS-i）
  - スパイ道 第16話「Lip of Spy」（2005年） - 主演
  - スパイ道 女スパイ編 第15話「一日スパイまどか」（2006年）
- 先生道「噂のカルメン先生」（2007年、BS-i）
- 東京少女日向千歩 第1・2話「東京怪盗少女（前後編）」（2009年、BS-i）
- 信州あづみ野の名刑事 道原伝吉の捜査行 長崎・雲仙・島原 湯煙地獄（2012年、テレビ東京）
- ルパンの娘第8話「一家の離散と逃避行! 愛する男に追われる泥棒娘」 - 瀬川明世（スナックの従業員）（2019年、フジテレビ）
- 相棒 season22 第7話 「青春の光と影」（2023年11月29日、テレビ朝日） - 吉澤佳代

### オリジナルビデオ
- 団鬼六 夕顔夫人 淫縄地獄（1994年）
- のぞき屋稼業4〜外伝〜（1994年）
- 痴漢白書（1995年） - 主演
- 監禁逃亡シリーズ
  - 監禁逃亡 異常性欲のはてに（1995年） - 主演・村松由美
  - 監禁逃亡 淫肉狩り（1996年） - タジマ記者（テレビ局リポーター）
  - 監禁逃亡 淫魔（1998年）
  - 監禁逃亡 地獄に咲いた女（1999年）
- 風俗の鉄人（1996年） - 主演
- どチンピラ16 おいしい獲物（1996年） - 主演
- 恐怖新聞（1996年）
- 背徳の女神シリーズ ダメージ（1996年）
- フルメタル極道（1997年）
- 大阪最強伝説 喧嘩の花道シリーズ
  - 大阪最強伝説 喧嘩の花道2（1997年）
  - 大阪最強伝説 喧嘩の花道3（1997年）
- BLUE SEASON 誘惑の果実（1997年）
- 黒服伝説（1997年）
- 人妻玲子 調教の軌跡2（1997年） - 主演
- やりにげ「FUCK&RUN」（1997年）
- THE DOGMAN（1997年）
- FULL METAL 極道（1997年）
- 新ピイナッツ2（1998年）
- 極道地獄変 炎（1998年）
- 女教師犯す（1998年） - 主演・女教師
- 平成残侠伝V 血刀が吼る!（1998年）
- 人妻遊戯（1999年）
- 肉体訪問販売 ノルマの代償（2000年）
- WILD NIGHT（2000年）
- BREED 血を吸う子供（2000年）
- 呪女 NOROIME（2000年）
- サイコ・ドクター 白濁のしたたり（2001年）
- 肉体警備員 裂かれた制服（2001年） - 主演
- 虜 極妻の性（2001年）
- 若妻家政婦 覗かれた柔肌（2001年）
- 首相官邸の女（2001年） - 民自党衆議院議員 倉本小百合
- 人妻試乗会 人妻・秘密の情事（2001年）
- 女闘美ガールズシリーズ
  - 女闘美ガールズ 秘宝!（2003年）
  - 女闘美ガールズ2 決闘!セクシー霊媒師（2003年）
- 実録 ぼったくり 風営法全史（2003年）
- DEATH 流血地獄（2004年）
- 18禁 アブナイ関係 THE 近親相姦（2004年）
- DEATH2 流血地獄（2004年）
- シベリア超特急 欲望列車（2005年）
- マル暴組織犯罪対策部捜査四課 通称 マルボー（GPミュージアムソフト）
  - マルボー2（2005年）
  - マルボー4（2006年）
- けっこう仮面 ロワイヤル（2007年） - (唄『けっこう仮面の歌』)
- ブラック・エンジェルズ3 黒き死闘篇（2012年）
- フラワー FLOWER（2013年8月、旭正嗣監督）

## プロデュース
- 愛∞コンタクト（2016年） - 早川ナオミ名義

## 作品

### イメージビデオ
- SPECIAL PHOTO TECHNIC 3（1994年、明文社）

### 写真集
- BINGO 西部・夢・旅（1994年12月20日、撮影：伊波正文、明文社） ISBN 978-4-89552-502-2
- SHOWBiZ（MEDIAX MOOK 98）（1998年7月5日、撮影：清水清太郎、メディアックス） ISBN 978-4-89613-798-9